# هدية

صندوق هدية.

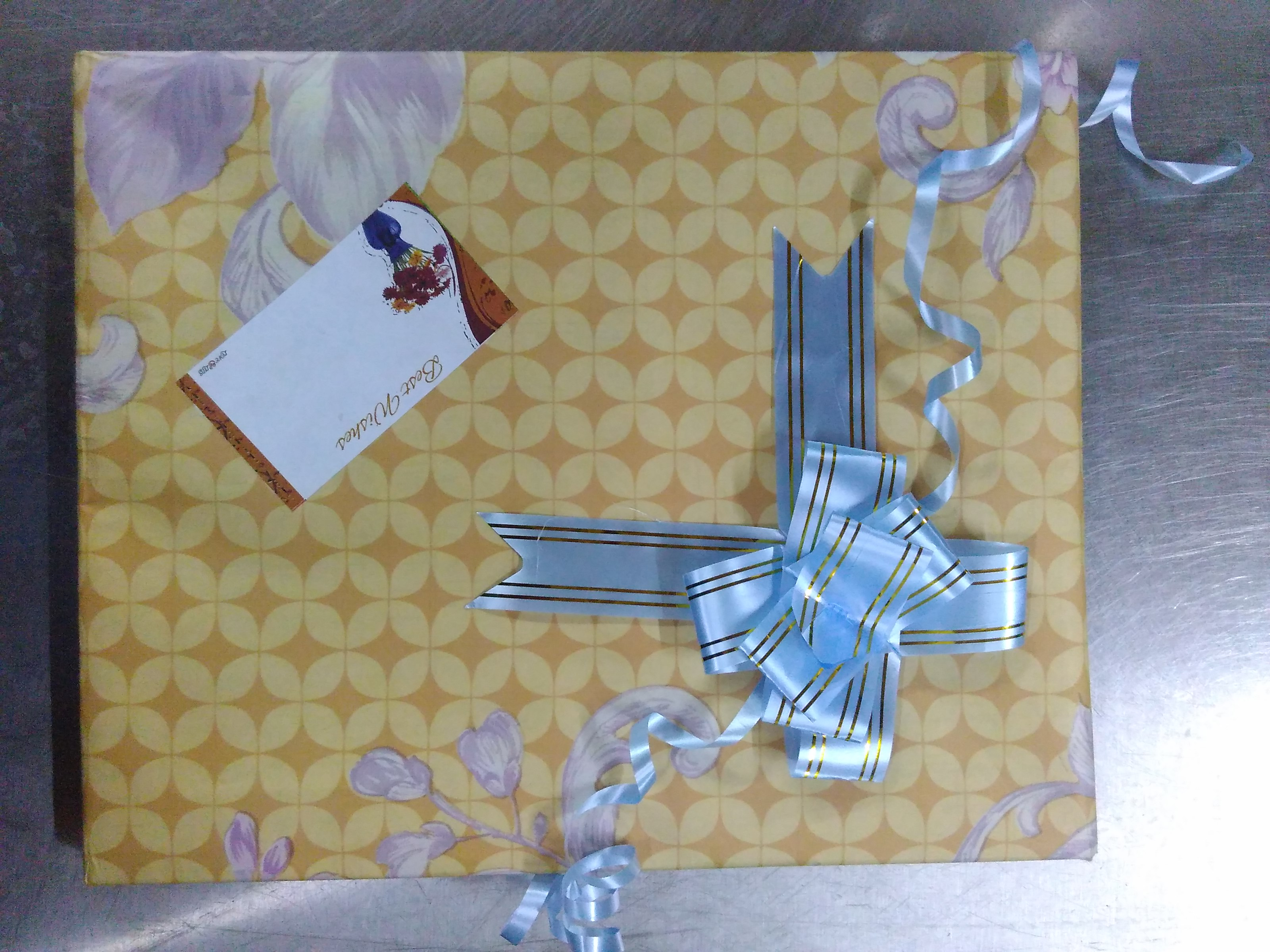
هدية مغلفة

الهدية هي ما يقدم من فرد أو مجموعة أفراد إلى أحدهم غالباً احتفالاً بمناسبة معينة، بشكل طوعي ودون انتظار مقابل مالي.
تقدم الهدايا مثلاً عند مناسبة يوم ميلاد أحدهم أو في موسم أعياد الميلاد نهاية السنة أو عند عيادة المرضى.